# Deparia medogensis
Deparia medogensis är en majbräkenväxtart som först beskrevs av Ren-Chang Ching och S.K.Wu, och fick sitt nu gällande namn av Z.R.Wang. Deparia medogensis ingår i släktet Deparia och familjen Athyriaceae. Inga underarter finns listade.